# ФК „Норич Сити“
ФК „Норич Сити“ (на английски: Norwich City Football Club) е английски футболен клуб от град Норич, Англия. През сезон 2018/19 отборът става шампион на Чемпиъншип и през сезон 2019/20 се състезава във Висшата лига. Прякорът на отбора е Канарчетата.

## История
Клубът е създаден на 17 юни 1902 г. Първия мач на отбора е срещу Харлич & Паркестън на стадион Ню Маркет Роуд. Първоначално прякорът на отбора е „гражданите“, но от 1907 г. е заменен с познатия „канарчетата“ заради жълто-зеления екип.
По-късно отборът почва да се състезава в Южната лига. След сформирането на Дивизия 2 на Футболната лига в Англия, Норич се присъединява към нея и тимът започва подем. Най-голямата победа на отбора е 10:2 срещу Ковънтри Сити (сезон 1933 – 34), а на следващия сезон получава промоция в Дивизия 2 на Футболната лига.
През следващата година футболният клуб се премества на сегашния си стадион Кароу Роуд и дебютира с победа над Уест Хям Юнайтед с 4:3 във Втора дивизия. Най-интересният момент през следващите четири сезона е посещението на крал Джордж VI на стадиона на 29 октомври 1938 г. В края на сезона, обаче канарчетата изпадат в Трета дивизия.
През 1939 г. състезанията в Лигата са прекъснати поради избухването на Втората световна война. Мачовете се възобновяват през сезон 1946/47 г. като Сити завършват на 21 място този и следващия сезон. Следващите няколко години Норич се класират във втората половина на таблицата в Трета дивизия, а през сезон 1956/57 г. завършват на дъното, след което Том Паркър се завръща като мениджър на клуба. През сезон 1958/59 г. футболистите на третодивизионния Норич Сити достигат полуфинал за ФА Къп, като отстраняват по пътя си първодивизионните Тотнъм и Манчестър Юнайтед. Следващия сезон 1959/60 г. канарчетата печелят промоция за Втора дивизия като завършват втори след Саутхямптън. През последвалия сезон отборът завършва на четвърто място в лигата.
През 1962 г. под ръководството на Рон Ашман Норич Сити печели първия си трофей – купата на лигата, след като побеждава на финала Рочдейл с общ резултат от двата мача 4:0, след продължения. Под ръководството на мениджъра Рон Сондърс през сезон 1971 – 72 г. Норич Сити достига най-високото ниво на английския футбол – Първа дивизия. Първата поява на отбора на стадион Уембли е през 1973 г., когато канарчетата губят финала за купата на лигата от Тотнъм с 1:0. Следва изпадане на Сити във Втора дивизия през 1974 г. и идването на нов мениджър на отбора – Джон Бонд. След изключително успешен сезон канарчетата се завръщат в Първа дивизия и отново играят на стадион Уембли за финала на купата на лигата, който отново губят с 1:0, този път от Астън Вила.
През сезон 1984/85 г. под ръководството на мениджъра Кен Браун Норич Сити вдигат за втори път купата на лигата, след като печелят финала със Съндърланд с 1:0. Очакваният дебют на канарчетата в Европа през сезон 1985 – 86 г. се отлага поради събитията на стадион Хейзъл и последвалото наказание за английските отбори в евротурнирите. През същия сезон футболистите на Сити стават шампиони на Втора дивизия и печелят промоция за Първа. Челното класиране на Норич в Първа дивизия през сезоните 1986 – 87 г. и 1988 – 89 г. е достатъчно, за да играе отборът в купата на УЕФА, но наказанието на английските отбори е още в сила. През този период канарчетата продължават с добрите игри и достигат полуфинал за ФА Къп през 1989 г. и 1992 г.
През сезон 1992/93 г. Норич Сити е водач в новоучредената английска Висша лига през по-голямата част от сезона, но след колебание в играта през последните седмици завършва на трета позиция след шампиона Манчестър Юнайтед и втория Астън Вила. Следващия сезон отборът на канарчетата играе за първи път в евротурнирите за купата на УЕФА, като е отстранен от Интер Милано в третия кръг, но преди това победждава Байерн Мюнхен с 2:1. Канарчетата остават единственият английски клуб победил, германците на Олимпийския стадион. Майк Уолкър напуска Норич като мениджър през януари 1994 г., за да поеме отбора на Евертън. Той е заменен от Джон Дихън, който извежда клуба до 12 място през сезон 1993 – 94 г. Следващия сезон клубът изпада в Първа дивизия, като малко преди това мениджърът Дихън подава оставка и Норич доиграва сезона с неговия помощник Гари Мегсън.
Мартин О'Нийл е назначен за мениджър през лятото на 1995 г. След шест месеца начело на Норич Сити, новият мениджър подава оставка в резултат на спор с президента на канарчетата Робърт Чейс за финансовото състояние на клуба. След протестите на привържениците на Норич Робърт Чейс продава клуба на Geoffrey Watling.
Английската телевизионна готвачка Делия Смит и нейният съпруг Майкъл Уин-Джоунс купуват по-голямата част от акциите на клуба от Watling през 1996 г. и Майк Уолкър отново застава начело на канарчетата. Той не успява да повтори успеха си, постигнат при първия си престои в отбора, и е уволнен два сезона по-късно, след като класира отбора в средата на таблицата на Първа дивизия.
Найджъл Уортингтън поема клуба през декември 2000 г. след неуспешни две години за Норич под ръководството на Брус Риъх и Брайън Хамилтън.
Играчите на Сити празнуват завръщането си в елита на Англия през 2004 г. В последвалия сезон Норич отново изпада в Първа дивизия, въпреки че побеждава Манчестър Юнайтед (2:0) и Нюкасъл Юнайтед (2:1). През следващите няколко години до януари 2009 г. канарчетата играят в Първа дивизия (Чемпиъншип), като мениджъри на клуба са Питър Гранд, Дъг Ливърмур, Джим Дафи и Глен Рьодер, които се представят на ниско ниво.
В ранния следобед на 14 януари Глен Рьодер е освободен от поста мениджър на клуба, след като от 60 изиграни мача отборът на Норич печели само 20. Седмица по-късно за мениджър на клуба е назначен шотландецът Брайън Гън, който не успява да спаси Норич от изпадане от Чемпиъншип.
След пъвият мач в новата лига за сезон 2009/10 Брайън Гън е уволнен и на негово място идва Пол Ламбърт. С новия си мениджър Норич става шампион на Първа лига и се завръща в Чемпиъншип. След нов много силен сезон 2010/11 за Норич Сити, отборът се завръащ във Висшата лига след шестгодишно отсъствие. През сезон 2011 – 12 възходящата линия на Норич продължи, като момчетата на Пол Ламбърт се класират на дванадесето място. За съжаление на всички фенове на „канарчетата“ Пол Ламбърт напуска отбора след този сезон в посока Астън Вила. След това като мениджъри на Норич се изреждат Крис Хютън, Нийл Адамс и Алекс Нийл, които не успяват да задържат дълготрайно клуба във Висшата лига. Норич Сити изпада в Чемпиъншип като от началото на сезон 2017/18 начело на отбора е германецът Даниел Фарке – първият мениджър чужденец в историята на клуба. През сезон 2018/19 отборът печели първото място в Чемпиъншип и през сезон 2019/20 се завръща във Висшата лига.

## Постижения
- Шампион на Чемпиъншип – 1971 – 72, 1985 – 86, 2003 – 04, 2018 – 19
- Шампион на Първа лига – 1933 – 34, 2009 – 10
- Носител на Карлинг Къп – 1962, 1985

## Настоящ състав
- Към 04.11.2016

| №  | Пост | Играч                  |
| -- | ---- | ---------------------- |
| 1  | В    | Ангъс Гън              |
| 2  | З    | Иво Пинто              |
| 3  | З    | Джеймс Хъсбанд         |
| 4  | Х    | Харисън Рийд           |
| 5  | З    | Ръсел Мартин (капитан) |
| 6  | З    | Кристоф Цимерман       |
| 7  | Н    | Стивън Нейсмит         |
| 8  | Х    | Марио Вранчич          |
| 9  | Н    | Нелсън Оливейра        |
| 10 | Н    | Камерън Джером         |
| 11 | Х    | Джош Мърфи             |
| 12 | Н    | Марли Уоткинс          |
| 13 | В    | Пол Джоунс             |
| 14 | Х    | Уес Хулахан            |
| 15 | З    | Тим Клозе              |
| 16 | Х    | Мат Джарвис            |
| 17 | Х    | Яник Вилдсхът          |
| 18 | Х    | Марко Щиперман         |
| 19 | Х    | Том Трибул             |
| 21 | Х    | Алекс Причард          |
| 23 | Х    | Джеймс Мадисън         |
| 26 | З    | Джамал Люис            |
| 27 | Х    | Александър Тетей       |
| 28 | З    | Марсел Франке          |
| 29 | В    | Реми Матюс             |
| 31 | З    | Грант Ханли            |
| 33 | В    | Майкъл МакГавърн       |
| 34 | Х    | Луис Томпсън           |

### Под наем
| №  | Пост | Играч                                                  |
| -- | ---- | ------------------------------------------------------ |
| 22 | З    | Бен Годфри (В Шрозбъри до 1 януари 2018 г.)            |
| 24 | З    | Хари Тофоло (В Донкастър до 1 януари 2018 г.)          |
| 30 | Н    | Карлтън Морис (В Шрозбъри до края на сезон 2017/18 г.) |
| 38 | З    | Луис Рамзи (В Уокинг до края на сезон 2017/18 г.)      |
| 46 | Н    | Ебоу Адамс (В Шрозбъри до 1 януари 2018 г.)            |
| –  | З    | Шон Рагет (В Линкълн до 1 януари 2018 г.)              |

## Предишни Мениджъри
| Име             | Нац | От                      | До                      | Данни | Данни | Данни | Данни | Данни  |
| Име             | Нац | От                      | До                      | М     | П     | Р     | З     | %      |
| --------------- | --- | ----------------------- | ----------------------- | ----- | ----- | ----- | ----- | ------ |
| Джон Боумън     |     | Август 1905             | Юли 1907                | 78    | 31    | 23    | 24    | 39.74% |
| Джеймс Макуин   |     | Август 1907             | Май 1908                | 43    | 13    | 10    | 20    | 30.23% |
| Артър Търнър    |     | Август 1908             | Май 1910                | 86    | 27    | 22    | 37    | 31.4%  |
| Бърт Стансфийлд |     | Август 1910 1 март 1926 | Май 1915 1 ноември 1926 | 248   | 78    | 75    | 95    | 31.45% |
| Франк Бъкли     |     | Август 1919             | Юли 1920                | 43    | 15    | 11    | 17    | 34.88% |
| Чарлз О`Хагън   |     | Юли 1920                | Януари 1921             | 21    | 4     | 9     | 8     | 19.05% |
| Албърт Госнил   |     | Януари 1921             | Февруари 1926           | 233   | 59    | 79    | 95    | 25.32% |
| Сесил Потър     |     | Ноември 1926            | Януари 1929             | 101   | 30    | 26    | 45    | 29.7%  |
| Джеймс Кър      |     | Април 1929              | Февруари 1933           | 168   | 65    | 43    | 60    | 38.69% |